# Фукус пузырчатый
Фукус пузырчатый (лат. Fucus vesiculosus) — вид рода фукус, встречающийся на побережьях Северного и западной части Балтийского морей, а также Атлантического и Тихого океанов. В 1811 году открыт как источник иода в природе, широко использовался для лечения зоба — заболевания, вызванного дефицитом иода.

## Распространение
Фукус пузырчатый распространён на берегах Британских островов. Также растёт на атлантических берегах Европы, на севере России, в Балтийском море, Гренландии, Азорских и Канарских островах, Марокко и Мадейре. Встречается на атлантическом побережье Северной Америки от острова Элсмир, Гудзонова залива до Северной Каролины.

## Экология
Этот вид особенно распространён на защищенных берегах от приливно-отливной зоны до приливной зоны. Редко встречается на открытых берегах. Служит укрытием для многощетинкового червя Spirorbis spirorbis, травоядных равноногих, в частности Idotea, и некоторых брюхоногих, таких как Littorina obtusata. Флоротанины в Fucus vesiculosus действуют как химическая защита от морской травоядной улитки Littorina littorea, а галактолипиды отпугивают морского ёжа Arbacia punctulata.

## Употребление в пищу
Употребление в пищу F. vesiculosus может вызвать ингибирование тромбоцитов, что может усилить антикоагулянтную активность варфарина. Его употребления следует избегать перед операциями.
Возможна аллергическая реакция на иод, содержащийся в растении.